# 13055 Kreppein
13055 Kreppein eller 1990 TW12 är en asteroid i huvudbältet som upptäcktes den 14 oktober 1990 av de båda tyska astronomen Freimut Börngen och Lutz D. Schmadel vid Tautenburg-observatoriet. Den är uppkallad efter Wolfgang Kreppein.
Asteroiden har en diameter på ungefär 4 kilometer och den tillhör asteroidgruppen Eunomia.